# 남기명
남기명(南基明, 1952년 11월 16일 ~ , 충북 영동)은 대한민국의 제27대 법제처장을 역임한 공무원이다.

## 학력
- 1968년 : 한밭중학교 졸업
- 1971년 : 대전고등학교 졸업
- 1975년 : 충남대학교 법학 학사
- 1983년 : 서울대학교 행정대학원 행정학 석사 수료

### 명예 박사 학위
- 2008년 : 충남대학교 법학 명예박사

## 경력
- 1976년 : 제18회 행정고시 합격
- 1981년 : 법제처 사무관
- 1984년 : 법제처 법령보급과장
- 1986년 : 법제처 제2국 법제관
- 1996년 : 법제처 공보관
- 1998년 : 법제처 사회문화법제국장
- 2000년 : 법제처 경제법제국장
- 2003년 : 법제처 행정심판관리국장
- 2004년 : 국무총리 행정심판위원회 상임위원
- 2005년 : 법제처 차장
- 2007년 : 법제처장
- 충남대학교 법학전문대학원 겸임교수
- 공수처 설립준비단장

| 전임 박세진 | 제13대 법제처 차장 2005년 7월 27일 ~ 2007년 4월 20일 | 후임 김기표 |

| 전임 김선욱 | 제24대 법제처장 2007년 4월 20일 ~ 2008년 2월 29일 | 후임 이석연 |